# 5-Karboksimetil-2-hidroksimukonik-semialdehid dehidrogenaza
5-Karboksimetil-2-hidroksimukonik-semialdehid dehidrogenaza (EC 1.2.1.60, karboksimetilhidroksimukonska semialdehidna dehidrogenaza) je enzim sa sistematskim imenom 5-karboksimetil-2-hidroksimukonski-semialdehid:NAD+ oksidoreduktaza. Ovaj enzim katalizuje sledeću hemijsku reakciju
5-karboksimetil-2-hidroksimukonat semialdehid +H2O + NAD+ {\displaystyle \rightleftharpoons } 5-karboksimetil-2-hidroksimukonat + NADH + 2 H+
Učestvuje u degradaciji tirozina kod Arthrobacter sp.

## Literatura
- Nicholas C. Price; Lewis Stevens (1999). Fundamentals of Enzymology: The Cell and Molecular Biology of Catalytic Proteins (Third изд.). USA: Oxford University Press. ISBN 019850229X.
- Eric J. Toone (2006). Advances in Enzymology and Related Areas of Molecular Biology, Protein Evolution (Volume 75 изд.). Wiley-Interscience. ISBN 0471205036.
- Branden C; Tooze J. Introduction to Protein Structure. New York, NY: Garland Publishing. ISBN 0-8153-2305-0.
- Irwin H. Segel. Enzyme Kinetics: Behavior and Analysis of Rapid Equilibrium and Steady-State Enzyme Systems (Book 44 изд.). Wiley Classics Library. ISBN 0471303097.

## Spoljašnje veze
- 5-carboxymethyl-2-hydroxymuconic-semialdehyde+dehydrogenase на 